# Hana Soukupová
Hana Soukupová (Karlovy Vary, 18 dicembre 1985) è una supermodella ceca.

## Carriera
Da piccola, data la sua altezza inizia a praticare la pallacanestro.

Nel 1998 inizia a lavorare come modella a Praga e due anni più tardi, a 15 anni, diventa il volto della campagna pubblicitaria del profumo Chic di Carolina Herrera. Nel maggio 2001 vince in Cechia il prestigioso concorso per modelle, istituito da Company Models, Topmodel of New Milenium.
Nel 2004 è una delle nove modelle selezionate da Vogue America per un'edizione che affianca le supermodelle degli anni 80 e 90 a quelle degli anni 2000. Al suo fianco troviamo anche Karolína Kurková, Daria Werbowy, Gemma Ward e Gisele Bündchen. Oltre che sulle copertine internazionali di Vogue, appare su più di 80 copertine di riviste come Elle, W, Allure, Harper's Bazaar; poserà per fotografi di fama come Steven Klein, Mario Testino, Mario Sorrenti, David LaChapelle, Patrick Demarchelier, Craig McDean, Nick Knight, Steven Meisel.
Ha sfilato su oltre 500 passerelle per griffe come Victoria's Secret, Alexander McQueen, Zac Posen, Dolce & Gabbana, Gucci, Dior, John Galliano, Calvin Klein, Valentino, Karl Lagerfeld, Donna Karan, Balenciaga, Hermès, Max Mara, Marc Jacobs, Louis Vuitton, per poi fermarsi nel 2010 per un anno e rifare la sua comparsa sulla scena internazionale a Berlino nel 2011 per Hugo Boss.
Ritorna nel suo paese natale per condurre nel 2006, al fianco di Andy García e il presidente ceco Václav Klaus, il Karlovy Vary International Film Festival.

## Vita privata
È sposata con l'imprenditore newyorkese Drew Aaron, presidente e amministratore delegato di The Aaron Group of Companies e altre compagnie, dal 2006. Nel 2011 insieme inaugurano una galleria privata dedicata all'arte contemporanea e fotografia.

### Beneficenza
È membro di The American Society for the Prevention of Cruelty to Animals e una sostenitrice di  DKMS un'organizzazione globale che si batte contro la leucemia. Inoltre è attiva con ecoStyle, un'organizzazione internazionale dedicata alla moda ecocompatibile, che presenta innovazioni  eco-consapevoli e sostenibili nel campo della moda.